# 浴霸
浴霸（英語：Bathroom Master）首次出现于20世纪90年代，是一种具有一定防水性能的家用电器，通常安装在浴室或厕所的天花板上并与特制的开关相连，大部分浴霸都集成了照明、换气和取暖（通常通过内置暖风机或大功率灯泡实现）等功能，以供用户洗澡或如厕时使用。